# Furo de enredo
Na ficção, um furo de enredo, furo na trama, buraco na trama ou ainda furo de roteiro é uma lacuna ou inconsistência em um enredo que vai contra o fluxo da lógica estabelecida pela trama da história.
Furos de enredo geralmente são criados de forma não intencional, muitas vezes como resultado da edição ou dos escritores simplesmente se esquecendo que um novo evento contradizia os eventos anteriores. No entanto, o termo também é frequentemente aplicado incorretamente – por exemplo, um personagem escrito intencionalmente para tomar uma ação irracional não constituiria um furo de enredo, nem "pontas soltas" ou aspectos inexplicáveis de uma história.

## Tipos

### Erros factuais
Erros factuais são eventos ou detalhes impossíveis dentro do universo da história. Por exemplo, uma história ambientada em 1700 não poderia apresentar um personagem dirigindo um carro, a menos que o enredo tivesse uma linha do tempo alternativa, porque os carros não foram inventados até 1886. Uma pesquisa cuidadosa sobre o período de tempo da história, as profissões dos personagens e os tópicos que os personagens conhecem podem ajudar a resolver e evitar erros factuais.

### Eventos impossíveis
Qualquer ocorrência que desafie as leis da ciência é um evento impossível. Por exemplo, um personagem prende a respiração por 20 minutos ou desafia a lei da gravidade e voa para superar um obstáculo. Mesmo que magia, tecnologia e talentos especiais possam ajudar a explicar esses eventos, ainda deve haver uma razão no universo para que esses cenários ocorram. Se houver regras ou detalhes que o público não conheça, a história deve incluir mais histórias de fundo e construção de mundo para mostrar por que esses eventos são possíveis.

### Escolhas inconvincentes de personagens
Escolhas inconvincentes ocorrem quando um personagem de repente faz uma escolha que vai contra tudo o que eles são. Embora o personagem possa mudar, a mudança deve ser gradual ou crível.

### Desenvolvimentos de enredos ilógicos
Eventos que perturbem a lógica interna da história podem gerar grandes buracos na trama. Por exemplo, um personagem não deve de repente ser capaz de usar magia em um mundo onde a magia não existe.

### Contradições
As contradições decorrem da introdução de uma regra e sua quebra mais tarde em uma história. Por exemplo, se um escritor estabelece no início de uma história que uma pessoa não pode voltar da morte, mas um personagem falecido aparece novamente para fins da história, isso cria uma contradição na história e, portanto, gera um furo de enredo. Regras contraditórias enfraquecem a narrativa, privando o público do senso fundamentado de informação que eles precisam para mergulhar completamente.

### Tramas não resolvidas
Tramas não resolvidas surgem quando há um enredo além do enredo principal, que é deixado inacabado. Muitas pontas soltas podem fazer uma história parecer incompleta. Deixar pontas soltas também pode diminuir os riscos de sua história, já que não há consequências reais para qualquer coisa que aconteça fora da trama principal. Por exemplo, um personagem que é apresentado com uma trama que tem um efeito no enredo ou afeta o protagonista, mas é esquecido mais tarde, seria uma trama não resolvida.

### Erros de continuidade
Erros de continuidade são problemas de consistência na trama, em objetos, na ambientação ou nas características das pessoas. Por exemplo, o nome de um personagem muda repentinamente. Ou um personagem estava andando de ônibus a caminho de algo, mas ao chegar, é visto dirigindo um carro.

## Exemplos
- A peça de mistério de Agatha Christie, The Mousetrap, é conhecida por seu grande número de furos de enredo.[9][10] Um deles é que o detetive, apesar de conhecer a identidade do assassino, permite que ele continue matando mais pessoas, em vez de prendê-lo. Isso é considerado um furo de enredo porque não há razão para o público acreditar que o detetive gostaria que mais assassinatos ocorressem.
- No final do episódio de Star Wars Revenge of the Sith, é considerado imperativo esconder Luke Skywalker de Darth Vader. Mas Obi-Wan Kenobi faz isso à vista de todos no planeta natal de Vader, até mesmo usando o nome verdadeiro de Luke. O próprio altera ligeiramente seu nome e não faz segredo de sua herança Jedi.[11][12]
- No final da história de Senhor dos Anéis, The Return of the King, depois de destruir o Anel de Sauron, Frodo Baggins e Samwise Gamgee são resgatados de Mordor e levados em segurança pelas águias gigantes. Embora isso não seja exatamente um buraco na trama, muitos pensam erroneamente que as águias poderiam ter levado o Anel para lá sem serem corrompidas pelo Anel ou vistas pelo olho que tudo vê de Sauron, evitando assim a necessidade de Frodo ir em primeiro lugar.[13]